# Gaussiaanse kromming

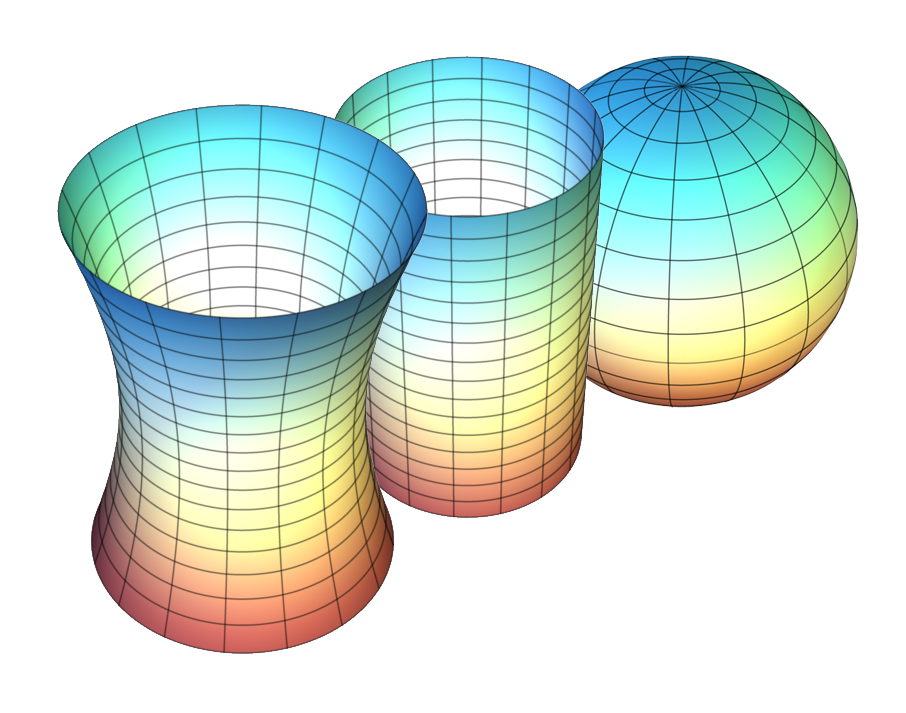
van links naar rechts:
oppervlak met negatieve kromming, een hyperboloïde
oppervlak zonder kromming, een cilinder
oppervlak met positieve kromming, boloppervlak

In de differentiaalmeetkunde, een deelgebied van de meetkunde, is de Gaussiaanse kromming of Gauss-kromming van een punt op een oppervlak het product van de hoofdkrommingen, κ1 en κ2, van dit gegeven punt. Het is een 'intrinsieke' maat van kromming, dat wil zeggen dat de waarde ervan alleen afhangt van hoe afstanden worden gemeten op het oppervlak, en niet van de manier waarop een punt op een oppervlak is ingebed in de ruimte. Dit resultaat is de inhoud het theorema egregium van Gauss.
Symbolisch wordt de Gaussiaanse kromming Κ gedefinieerd als
{\displaystyle \mathrm {K} =\kappa _{1}\kappa _{2}}.
waar {\displaystyle \kappa _{1}} en {\displaystyle \kappa _{2}} de hoofdkrommingen zijn.
De Gaussiaanse kromming wordt ook gegeven door
{\displaystyle \mathrm {K} ={\frac {\langle (\nabla _{2}\nabla _{1}-\nabla _{1}\nabla _{2})\mathbf {e} _{1},\mathbf {e} _{2}\rangle }{\det g}}},
waar {\displaystyle \nabla _{i}=\nabla _{{\mathbf {e} }_{i}}} de covariante afgeleide en g de metrische tensor is.
Op een punt p op een regelmatig oppervlak in {\displaystyle \mathbb {R} ^{3}} wordt de Gaussiaanse kromming gegeven door
{\displaystyle K(\mathbf {p} )=\det(S(\mathbf {p} ))},
waar S de vormoperator is.
Een bruikbare formulering voor de Gaussiaanse kromming is de vergelijking van Liouville in termen van de Laplaciaan in isotherme coördinaten.

## Definitie
We geven het oppervlak met behulp van de impliciete functiestelling weer als de grafiek van een functie, f, van twee variabelen, en nemen aan dat het punt p een kritisch punt is, namelijk het punt waar de helling van f verdwijnt (dit altijd kan worden bereikt door een geschikte starre beweging). De Gaussiaanse kromming van het oppervlak in p is dan de determinant van de Hessiaanse matrix van f (zijnde de producten van de eigenwaarden van de Hessiaan). Breng in herinnering dat de Hessiaan de 2-bij-2 matrix is van tweede afgeleiden. Deze definitie maakt het mogelijk het onderscheid tussen cup/cap versus zadelpunt gedrag in algebraïsche termen te begrijpen.

## Totale kromming

De som van de hoeken van een driehoek van een oppervlak met negatieve kromming is kleiner dan die van een vlak.

De oppervlakte-integraal van de Gaussiaanse kromming over enige regio van een oppervlak wordt de totale kromming genoemd. De totale kromming van een geodetische driehoek is gelijk aan de afwijking van de som van haar hoeken van {\displaystyle \pi }. De som van de hoeken van een driehoek op een oppervlak met positieve kromming is groter dan {\displaystyle \pi }, terwijl de som van de hoeken van een driehoek op een oppervlak met negatieve kromming kleiner zal zijn dan {\displaystyle \pi }. Op een oppervlak met nulkromming, zoals het Euclidische vlak zullen de hoeken tot precies {\displaystyle \pi } optellen.
{\displaystyle \sum _{i=1}^{3}\theta _{i}=\pi +\iint _{T}K\,dA}.
Een meer algemeen resultaat is de stelling van Gauss-Bonnet.

## Stellingen

### Theorema egregium
Gauss zijn Theorema egregium, Latijn voor opmerkelijke stelling, stelt dat de Gaussiaanse kromming van een oppervlak kan worden bepaald uit metingen van de lengte op het oppervlak zelf. In feite kan de Gaussiaanse kromming worden gevonden op basis van volledige kennis van de eerste fundamentele vorm en kan worden uitgedrukt via de eerste fundamentele vorm en haar partiële afgeleiden van de eerste en de tweede orde.
In de hedendaagse differentiaalmeetkunde is een "oppervlak", abstract gezien, een twee-dimensionale differentieerbare variëteit. Om dit standpunt te verbinden met de klassieke theorie van oppervlakken, wordt zo'n abstract oppervlak ingebed in {\displaystyle \mathbb {R} ^{3}} en uitgerust met de Riemann-metriek, gegeven door de eerste fundamentele vorm. Neem aan dat het beeld van de inbedding een oppervlak S in {\displaystyle \mathbb {R} ^{3}} is. Een lokale isometrie is een diffeomorfisme f: U → V tussen open regios van {\displaystyle \mathbb {R} ^{3}}, waarvan de beperking tot S ∩ U een isometrie op en naar zijn beeld is. Het Theorema egregium wordt dan als volgt gesteld:
De Gaussiaanse kromming van een ingebed glad oppervlak in {\displaystyle \mathbb {R} ^{3}} is invariant onder lokale isometrieën
Bijvoorbeeld, De Gaussiaanse kromming van een cilindrische buis is bijvoorbeeld nul, precies hetzelfde als voor een "uitgerolde" buis (die plat is). Aan de andere kant, aangezien een sfeer met straal R een constante positieve kromming R−2 en een plat vlak een constante kromming 0 heeft, zijn deze twee oppervlakken zelfs lokaal niet isometrisch. Elke vlakke weergave van zelfs maar een deel van een sfeer vervormt dus de afstanden. Om die reden bestaat er geen perfecte cartografische projectie.

### Stelling van Gauss–Bonnet
De stelling van Gauss-Bonnet verbindt de totale kromming van een oppervlak met haar Euler-karakteristiek en vormt een belangrijke schakel tussen lokale meetkundige eigenschappen en globale topologische eigenschappen.

## Oppervlakken met constante kromming
- De stelling van Minding (1839) stelt dat alle oppervlakken met dezelfde constante kromming K lokaal isometrisch zijn. Een consequentie van de stelling van Mindings is dat een oppervlak waarvan de kromming nul is, kan worden geconstrueerd door enige regio van het vlak bij te buigen. Zo.n oppervlak wordt een ontwikkelbaar oppervlak of afwikkelbaar oppervlak genoemd. Minding stelde zich ook de vraag of een gesloten oppervlak met een constante positieve kromming noodzakelijkerwijs rigide is.
- De stelling van Liebmann (1900) beantwoordt bovenstaande vraag van Minding. De enige regelmatige (van klasse C2) gesloten oppervlakken in {\displaystyle \mathbb {R} ^{3}} met constante positieve Gaussiaanse kromming zijn boloppervlakken.[2]
- De stelling van Hilbert (1901) stelt dat er geen complete analytische (klasse Cω) regelmatig oppervlak in {\displaystyle \mathbb {R} ^{3}} bestaat met een constante negatieve Gaussiaanse kromming. In feite geldt deze conclusie voor oppervlakken met klasse C2, ondergedompeld in {\displaystyle \mathbb {R} ^{3}}, maar gaat niet op voor C1-surfaces. De pseudosfeer heeft een constante negatieve Gaussiaanse kromming behalve op haar singuliere cusp.[3]

## Alternatieve formules
- Gaussiaanse kromming van een oppervlak in {\displaystyle \mathbb {R} ^{3}} kan worden uitgedrukt als de ratio van de determinanten van de tweede- en de eerste fundamentale vormen:

{\displaystyle K={\frac {\det II}{\det I}}={\frac {LN-M^{2}}{EG-F^{2}}}}.
- De Brioschi-formule geeft de Gaussiaanse kromming louter en alleen in termen van de eerste fundamentale vorm:

{\displaystyle K=\left({\begin{vmatrix}-{\frac {1}{2}}E_{vv}+F_{uv}-{\frac {1}{2}}G_{uu}&{\frac {1}{2}}E_{u}&F_{u}-{\frac {1}{2}}E_{v}\\F_{v}-{\frac {1}{2}}G_{u}&E&F\\{\frac {1}{2}}G_{v}&F&G\end{vmatrix}}-{\begin{vmatrix}0&{\frac {1}{2}}E_{v}&{\frac {1}{2}}G_{u}\\{\frac {1}{2}}E_{v}&E&F\\{\frac {1}{2}}G_{u}&F&G\end{vmatrix}}\right)/\,(EG-F^{2})^{2}}
- Voor een orthogonale parametrisatie wordt de Gaussiaanse kromming gegeven door:

{\displaystyle K=-{\frac {1}{2{\sqrt {EG}}}}\left({\frac {\partial }{\partial u}}{\frac {G_{u}}{\sqrt {EG}}}+{\frac {\partial }{\partial v}}{\frac {E_{v}}{\sqrt {EG}}}\right)}.
- Voor een oppervlak dat als een graaf van een functie {\displaystyle z=F(x,y)} wordt beschreven, is de Gaussiaanse kromming:

{\displaystyle K={\frac {F_{xx}\cdot F_{yy}-{F_{xy}}^{2}}{(1+{F_{x}}^{2}+{F_{y}}^{2})^{2}}}}
- Gaussiaanse kromming is het limiterende verschil tussen de omtrek van een geodetische schijf en een cirkel in het vlak:

{\displaystyle K=\lim _{r\rightarrow 0}(2\pi r-{\mbox{C}}(r))\cdot {\frac {3}{\pi r^{3}}}}
- Gaussiaanse kromming is het limiterende verschil tussen de oppervlakte van een geodetische schijf en een schijf in het vlak:

{\displaystyle K=\lim _{r\rightarrow 0}(\pi r^{2}-{\mbox{A}}(r))\cdot {\frac {12}{\pi r^{4}}}}
- Gaussiaanse kromming kan met Christoffel-symbolen worden uitgedrukt:[4]

{\displaystyle K=-{\frac {1}{E}}\left({\frac {\partial }{\partial u}}\Gamma _{12}^{2}-{\frac {\partial }{\partial v}}\Gamma _{11}^{2}+\Gamma _{12}^{1}\Gamma _{11}^{2}-\Gamma _{11}^{1}\Gamma _{12}^{2}+\Gamma _{12}^{2}\Gamma _{12}^{2}-\Gamma _{11}^{2}\Gamma _{22}^{2}\right)}